# Festival du film de Pula 2019
Le Festival du film de Pula 2019, 66e édition du festival, se déroule du 13 au 21 juillet 2019.

## Sélection

### Sélection croate
- Dnevnik Diane Budisavljević de Dana Budisavljević
- Dopunska nastava de Ivan-Goran Vitez
- General de Antun Vrdoljak
- F20 de Arsen Anton Ostojić
- Koja je ovo država de Vinko Brešan
- Moj dida je pao s Marsa de Marina Andree Škop et Dražen Žarković
- Posljednji Srbin u Hrvatskoj de Predrag Ličina
- Sam samcat de Bobo Jelčić

## Palmarès
- Grande Arène d'or : Dnevnik Diane Budisavljević de Dana Budisavljević